# Gymnopilus karnalensis
Gymnopilus karnalensis là một loài nấm thuộc họ Cortinariaceae.